# 弗朗切斯科·科科
弗朗切斯科·科科（義大利語：Francesco Coco，1977年1月8日—）是一名意大利男子足球运动员，场上位置是边后卫。他曾代表意大利国家队参加2002年国际足联世界杯，结果止步十六强。